# Wasai
La reserva natural Wasai es una reserva de vida silvestre localizada en la cuenca del río Tambopata, a 50 km de la ciudad de Puerto Maldonado en el departamento de Madre de Dios, en la amazonía de Perú. Tiene una extensión de aproximadamente 500 ha de bosque virgen con diferentes tipos de hábitats, ricos en flora y fauna, siendo los más destacados:
- bosque de ribera, donde habitan diferentes especies como caimán, capibara y muchas aves;
- bosque de bambú, preferido por cientos de especies de aves, y pequeños mamíferos;
- pantanos y pequeños afluentes habitados por nutrias y otros animales de la Amazonia.

## Historia
El proyecto de la Reserva Natural Wasai se inició en el año 1988 como un esfuerzo de carácter privado con el esfuerzo de pobladores de la región. Debió suspenderse por el clima de inestabilidad política y terrorismo que afectó Perú en dicha década. Luego de varios intentos, el proyecto se logró consolidar en el área de amortiguamiento de la Reserva Nacional Tambopata, área que actualmente ocupa. Después de más de 20 años y 10 de operaciones, la Reserva tiene un amplia zona de influencia que traspasa su territorio original, y mantiene a cerca de 40 familias con trabajo directo y otras tantas de manera indirecta. Durante el año 2003 la administración de Wasai solicitó al estado peruano nuevas áreas como concesiones de conservación, ellas se encuentran en proceso de aprobación, pero debido a la lentitud de los trámites burocráticos, gran parte de las zonas solicitadas para conservación ahora se encuentran ocupadas y destinadas para la agricultura y ganadería.
Wasai utiliza los fondos que provienen de dos lodges para financiar las actividades de conservación. El nivel del servicio de hospedaje y tours supera largamente los estándares de calidad internacionales y expectativas de los visitantes. Es ofrecido por pobladores locales con un alto nivel de conocimientos sobre conservación y ecología. Durante el 2010 se espera obtener el certificado de buenas prácticas emitido por una reconocida organización internacionales.

## Amenazas
La principal amenaza para la reserva es la destrucción del hábitat circundante, debido a la creciente migración de pobladores de todo Perú que llegan en busca de tierras. También la carretera Transamazónica que tendrá un impacto negativo en la ecología de toda la región. Asimismo, la creciente actividad de minería aurífera informal trae consigo un severo impacto ambiental en la región.

## Trabajo voluntario en Wasai
Personas de todo el mundo visitan la reserva Wasai con la finalidad de apoyar en diferentes trabajos que allí se realizan, las estadías pueden tener un mínimo de 10 días y no existe límite en el tiempo de estancia.

## Aventura Amazonas
Es un conjunto de actividades de turismo de aventura que se realizan dentro de la reserva con la finalidad de sensibilizar a los visitantes sobre la necesidad de proteger la cuenca del amazonas, se practica escalada de árboles, paseos en kayaks y canoas, caminatas, tirolinas, y otras que son del disfrute de los visitantes La Reserva Nacional Tambopata y su zona de amortiguamiento son algunas de las zonas más importantes que el proyecto de Wasai se ha propuesto conservar.

## Visitas guiadas
Wasai cuenta con una sede administrativa en la ciudad de Puerto Maldonado y una buena flota de vehículos terrestres y fluviales para el desarrollo de sus actividades.

## Acceso
Para llegar a Wasai se debe tomar un vuelo desde Lima o Cusco hacia Puerto Maldonado y de allí hacer una travesía de aproximadamente de 4 horas hasta llegar a la Reserva. También se puede llegar por tierra desde la ciudad de Cusco en bus, el viaje toma aproximadamente 12 h. che que tal
- Datos: Q6166454